# Cassieae
Cassieae és una tribu d'angiospermes que pertany a la subfamília Caesalpinioideae de les fabàcies.

## Característiques
Presenten fulles paripinnades o imparipinnades. El calze és dialisèpal. L'androceu presenta de 2 a 10 estams amb anteres basifixes i amb dehiscència poricida, o bé, dehiscent a través de petites ranures apicals. Sovint tenen estaminoïdeus.

## Classificació
La Tribu Cassieae conté les següents subtribus i gèneres:
- Subtribu Cassiinae
  - Gèneres: 
    - Cassia
    - Chamaecrista
    - Senna
- Subtribu Ceratoniinae
  - Gèneres: 
    - Ceratonia
- Subtribu Dialiinae
  - Gèneres: 
    - Androcalymma
    - Apuleia
    - Baudouinia
    - Dialium
    - Dicorynia
    - Distemonanthus
    - Eligmocarpus
    - Kalappia
    - Koompassia
    - Martiodendron
    - Mendoravia
    - Storckiella
    - Zenia
- Subtribu Duparquetiinae
  - Gèneres: 
    - Duparquetia
- Subtribu Labicheinae
  - Gèneres: 
    - Labichea
    - Petalostylis